# Anthurium exstipulatum
Anthurium exstipulatum är en kallaväxtart som beskrevs av Luis Aloysius, Luigi Sodiro. Anthurium exstipulatum ingår i släktet Anthurium och familjen kallaväxter. Inga underarter finns listade.